# Phantasie oder Wahrheit
Phantasie oder Wahrheit (Originaltitel: Frame of Mind) ist die 21. Folge der sechsten Staffel der US-amerikanischen Science-Fiction-Fernsehserie Raumschiff Enterprise – Das nächste Jahrhundert. Sie wurde in den Vereinigten Staaten über Syndication vermarktet und erstmals am 3. Mai 1993 auf verschiedenen Fernsehsendern ausgestrahlt. In Deutschland war sie zum ersten Mal am 15. Juni 1994 in einer synchronisierten Fassung auf Sat.1 zu sehen.

## Handlung
Im Jahr 2369 bei Sternzeit 46778.1 nimmt Will Riker, der erste Offizier der Enterprise, an den Proben für ein von Schiffsärztin Beverly Crusher geschriebenes Theaterstück teil. Er spielt darin einen Patienten einer psychiatrischen Einrichtung, der einen Mord begangen haben soll, dessen Geisteszustand infrage steht und der sich von seinem Arzt ungerecht behandelt fühlt. Die Rolle verlangt Riker viel ab. Auf einem Gang trifft er unerwartet auf einen außerirdischen Lieutenant, den er noch nie zuvor gesehen hat, was in ihm ein merkwürdiges Gefühl auslöst.
Captain Picard informiert Riker, dass die Enterprise nach Tilonus IV fliegt. Dort ist die staatliche Ordnung zusammengebrochen und ein Forschungsteam der Föderation muss evakuiert werden. Riker soll den Einsatz leiten und sich dazu als einheimischer Händler verkleiden. Sicherheitschef Worf macht ihn mit dem Gebräuchen des Planeten vertraut und verletzt ihn versehentlich mit einem zeremoniellen Messer an der Schläfe. Dr. Crusher behandelt die Wunde, doch sie schmerzt weiterhin. Als ein Ingenieur auf die Krankenstation gebracht wird, der sich bei einem Unfall Verbrennungen zugezogen hat, löst dieser Anblick in Riker einen ungewöhnlich starken Schrecken aus. In der Bar „Zehn Vorne“ redet er darüber mit Schiffsberaterin Deanna Troi. Sie meint, die Rolle im Theaterstück würde ihn zu sehr mitnehmen. Plötzlich sieht Riker den unbekannten Lieutenant wieder. Schließlich hat das Theaterstück Premiere. Riker spielt seine Rolle äußerst intensiv und das Publikum ist begeistert. Als er sich am Ende verbeugt, sitzt auf einmal erneut der unbekannte Lieutenant im Publikum, obwohl Riker ihn zuvor nicht bemerkt hat. Plötzlich verwandelt sich seine Umgebung: Statt in der Kulisse einer Zelle steht Riker jetzt in einer echten Zelle und aus dem zweiten Offizier Data, der den behandelnden Arzt gespielt hatte, ist ein echter Arzt geworden, der dem gleichen Volk wie der unbekannte Lieutenant angehört.
Riker ist völlig verwirrt. Er kann sich nicht mehr an seinen Namen erinnern, weiß aber noch, dass er auf der Enterprise dient. Der Arzt, Syrus mit Namen, versichert ihm, dass dies nur ein Hirngespinst sei. Bei der Sternenflotte würde man ihn nicht kennen. Er befände sich hier zur Behandlung in einer Einrichtung für Geistesstörungen auf Tilonus und mache gute Fortschritte. Riker bekommt die Möglichkeit, den Gemeinschaftssaal zu besuchen. Auf dem Weg dorthin begegnet er kurz einem anderen Arzt, in dem er den unbekannten Lieutenant von der Enterprise wiedererkennt. Im Gemeinschaftssaal spricht ihn eine Frau an, die sich als Offizierin der Sternenflotte ausgibt. Sie behauptet, mehrere Offiziere seien entführt und in diese Einrichtung gebracht worden. Es befänden sich aber bereits drei Raumschiffe im Orbit und würden eine Rettungsmission vorbereiten. Die will mit einem selbstgebauten Kommunikator Kontakt aufnehmen, doch Riker muss feststellen, dass es sich dabei nur um einen Löffel handelt und die Frau offensichtlich verrückt ist. Von einem Wächter namens Mavek erfährt Riker, dass er hier ist, weil er jemanden ermordet haben soll. Er erkennt die Parallele zu seiner Rolle im Theaterstück und verliert die Fassung. Er greift Mavek an und wird daraufhin sediert.
Riker erwacht in seinem Quartier auf der Enterprise. Seine Erlebnisse auf Tilonus scheinen nur ein Albtraum gewesen zu sein. Auch die Premiere des Theaterstücks hat noch nicht stattgefunden, sie war wohl ebenfalls Teil des Traums. Es kommt zur (aus Rikers Sicht) zweiten Premiere des Stücks. Dieses Mal vergisst er mehrfach seinen Text, bricht schließlich ab und packt den im Publikum sitzenden unbekannten Lieutenant. Der scheint nicht zu wissen, wie ihm geschieht, und stellt sich als Suna vor. Dr. Crusher nimmt Riker zur Untersuchung mit auf die Krankenstation, findet aber nichts Ungewöhnliches. Als er die Krankenstation wieder verlassen hat, beginnen die Realitäten plötzlich zu verschwimmen. Er rennt zu seinem Quartier, doch als er es betritt, ist er auf einmal wieder in seiner Zelle auf Tilonus.
Im Gemeinschaftsraum spricht er mit Dr. Syrus. Riker teilt ihm mit, dass er die Enterprise nicht mehr für real hält. Syrus hält dies für einen großen Fortschritt in seinem Heilungsprozess, muss ihm aber mitteilen, dass die Zeit drängt, denn in ein paar Tagen soll sich Riker vor Gericht verantworten. Syrus möchte eine Reflexionstherapie anwenden, um seine Prozessfähigkeit zu testen. Dabei soll er mit holografischen Abbildern interagieren, die aus dem unbewussten Teil seiner Psyche hervorgeholt werden. Sollte diese Therapie nicht anschlagen, bliebe als einzige weitere Option eine synaptische Rekonstruktion, durch die sich Rikers Persönlichkeit aber vollkommen verändern würde.
Riker willigt in die Reflexionstherapie ein und Abbilder von verschiedenen Teilen seiner Persönlichkeit werden erzeugt. Ihm erscheinen Troi, die für seine Gefühle steht, Worf, der für sein Handeln steht, und Picard, der für sein rationales Denken steht. Sie helfen Riker, sich an die Einzelheiten des Mordes zu erinnern, den er begangen haben soll. Ein Bild des Vorfalls entsteht, doch Riker ist nicht der Mörder, sondern wird selbst angegriffen, und zwar von Suna, dem geheimnisvollen Lieutenant, der hier der Klinikleiter ist. Plötzlich gewinnen Troi, Worf und Picard ein Eigenleben. Sie wollen Riker überzeugen, dass er in Gefahr ist und in Wirklichkeit auf die Enterprise gehört. Riker wendet sich jedoch ab und die Projektionen verschwinden. Später im Gemeinschaftsraum kommt Dr. Crusher auf ihn zu. Sie behauptet, sie sei unter falscher Identität hierhergekommen, um ihn zu informieren, dass eine Rettungsmission geplant sei. Riker hält sie für nicht real und versucht, sie zu ignorieren. Als er wieder in seiner Zelle ist, erscheinen Worf und Data und wollen ihn gewaltsam befreien. Riker wehrt sich allerdings gegen seine Retter und schreit um Hilfe. Worf und Data können die herbeieilenden Wachen jedoch abwehren und bringen Riker gegen seinen Willen zurück aufs Schiff. Dort wird er von Dr. Crusher behandelt. Plötzlich öffnet sich die Wunde an seiner Schläfe wieder und lässt sich nicht mehr schließen. Riker hält seine Umgebung für nicht real. Er überwältigt Worf und entreißt ihm dessen Phaser. Riker richtet ihn auf sich selbst und drückt ab.
Die Umgebung zersplittert und er ist wieder in seiner Zelle auf Tilonus. Dr. Syrus meint, seine Therapie sei fehlgeschlagen, und nun bliebe nur noch die synaptische Rekonstruktion. Riker ist verwirrt, denn er hält immer noch den Phaser in der Hand, der gar nicht da sein dürfte. Dr. Syrus behauptet, es sei ein Messer. Rikers Wunde beginnt erneut zu bluten. Er vermutet, dass auch diese Welt nicht real ist. Er schießt auf Mavek, der daraufhin zersplittert. Riker erhöht die Intensität des Phasers so weit, um damit das halbe Gebäude in die Luft zu jagen. Dann drückt er ab und das Gebäude zersplittert. Er findet sich im Theaterstück wieder, doch sein Arzt wird jetzt nicht von Data, sondern von Suna gespielt. Suna behauptet, ihm helfen zu wollen, doch Rikers Wunde blutet erneut und ihm ist klar, dass auch diese Umgebung nicht real ist. Er schlägt auf die Kulissen ein, bis auch diese zersplittern.
Riker erwacht in einem Raum, der ihm völlig unbekannt ist. Er liegt auf einem Untersuchungstisch. An seiner Schläfe wurde eine Gehirnsonde in seinen Kopf getrieben. Er sieht um sich herum mehrere Tilonianer, darunter Suna. Außerdem entdeckt er die Kleidung und die Ausrüstung, die er während seiner Undercover-Mission bei sich hatte. Hierzu gehört auch ein getarnter Kommunikator. Als sein Erwachen bemerkt wird, greift er sofort nach dem Kommunikator, ruft die Enterprise und erbittet einen Notfalltransport. Auf dem Schiff erfährt er, dass er während seiner Mission auf Tilonus IV angegriffen und entführt wurde. Seine Entführer wollten mit der Gehirnsonde offenbar an wertvolle Informationen gelangen. Seine Erinnerungen an die seltsamen Vorkommnisse waren nur eine Schutzreaktion seines Geistes, der Erinnerungen an seine Mission und an Dr. Crushers Theaterstück miteinander vermischte. Um mit diesem Erlebnis endgültig abzuschließen, entscheidet sich Riker, die Theaterkulissen mit seinen bloßen Händen einzureißen.

## Verbindungen zu anderen Star-Trek-Produktionen
Nach Folge 4.15 (Erster Kontakt) aus dem Jahr 1991 gerät Riker hier zum zweiten Mal bei einer Undercover-Mission in Schwierigkeiten und findet sich in einer medizinischen Einrichtung wieder.

## Produktion

### Drehbuch
Brannon Braga hatte bereits länger die vage Idee für eine Folge, in der Riker in einer außerirdischen Irrenanstalt aufwacht und keine Ahnung hat, wie er hierher gekommen ist. Da gegen Ende der sechsten Staffel dringend Drehbücher für neue Folgen benötigt wurden, wurde die Idee kurzfristig von Rick Berman und Michael Piller akzeptiert und Braga baute sie mit Hilfe des Autorenteams der Serie innerhalb von drei Tagen zu einem brauchbaren Drehbuchentwurf aus.

### Darsteller
David Selburg, Darsteller von Syrus, hatte zuvor bereits Whalen in Folge 1.12 (Der große Abschied) von Raumschiff Enterprise – Das nächste Jahrhundert gespielt. Er spielte später noch Toscat im Pilotfilm Der Fürsorger von Star Trek: Raumschiff Voyager und einen vulkanischen Captain in Folge 2.02 (Carbon Creek) von Star Trek: Enterprise.
Andrew Prine, Darsteller von Suna, spielte auch Legat Turrel in Folge 3.13 (Der Funke des Lebens) von Star Trek: Deep Space Nine.
Susanna Thompson, Darstellerin von Jaya, hatte zuvor bereits die Romulanerin Varel in Folge 5.24 (So nah und doch so fern) von Raumschiff Enterprise – Das nächste Jahrhundert gespielt. Sie spielte später noch Dr. Lenara Kahn in Folge 4.09 (Wiedervereinigt) von Star Trek: Deep Space Nine und die Borg-Königin in drei Folgen von Star Trek: Raumschiff Voyager.

## Rezeption
Scott Thill bewertete Phantasie oder Wahrheit 2012 auf wired.com als eine der besten Folgen von Raumschiff Enterprise – Das nächste Jahrhundert.
Keith DeCandido bewertete Phantasie oder Wahrheit 2012 auf tor.com als eine herausragende Folge von Raumschiff Enterprise – Das nächste Jahrhundert. Ihm gefiel, dass die Geschichte ausschließlich aus der Sicht von Riker erzählt wird, der zwischen zwei Realitäten hin- und hergerissen ist, die sich schließlich beide als Illusion herausstellen. Er lobte die hervorragende Schauspielleistung von Jonathan Frakes und fand, dass er hierfür eigentlich einen Emmy verdient hätte.
Aaron Couch und Graeme McMillan	erstellten 2016 anlässlich des 50-jährigen Jubiläums von Star Trek in Zusammenarbeit mit verschiedenen Beteiligten aus dem Franchise für den Hollywood Reporter eine Liste der 100 besten bis dahin ausgestrahlten Folgen. Phantasie oder Wahrheit wurde hierbei auf Platz 68 gewählt.
Aaron Couch und Graeme McMillan erstellten 2016 für den Hollywood Reporter eine Liste der 25 besten Folgen von Raumschiff Enterprise – Das nächste Jahrhundert. Phantasie oder Wahrheit landete dabei auf Platz 18.
Sven Harvey zählte Phantasie oder Wahrheit 2017 auf der Website Den of Geek als eine der 25 besten Folgen der Serie Raumschiff Enterprise – Das nächste Jahrhundert.
Guy Desmarais führte Phantasie oder Wahrheit 2018 auf thegamer.com in einer Liste der 25 gruseligsten Star-Trek-Folgen auf Platz 20.
Mike Bloom zählte Phantasie oder Wahrheit 2019 auf der Website hollywoodreporter.com als eine der 25 besten Folgen von Raumschiff Enterprise – Das nächste Jahrhundert.
Juliette Harrisson führte Phantasie oder Wahrheit 2020 auf der Website Den of Geek in einer Liste der gruseligsten Star-Trek-Episoden auf Platz 4.
Jake Dee führte Phantasie oder Wahrheit 2021 auf screenrant.com in einer Liste der gruseligsten Star-Trek-Episoden auf Platz 2.
Rachel Hulshult erstellte 2024 für screenrant.com eine Liste der 25 besten Folgen von Raumschiff Enterprise – Das nächste Jahrhundert. Phantasie oder Wahrheit landete dabei auf Platz 20.